# Oncostemum botryoides
Oncostemum botryoides är en viveväxtart som beskrevs av John Gilbert Baker. Oncostemum botryoides ingår i släktet Oncostemum och familjen viveväxter. Inga underarter finns listade i Catalogue of Life.